# Ilian Stojanov
Ilian Stojanov (in bulgaro Илиaн Стоянов?, traslitterazione anglosassone: Ilian Stoyanov; Kjustendil, 20 gennaio 1977) è un ex calciatore bulgaro, di ruolo difensore.

## Carriera

### Club
Durante la sua carriera ha giocato con CSKA Sofia, Velbažd, Levski Sofia, JEF United e Sanfrecce Hiroshima, squadra di cui fa tuttora parte.

### Nazionale
Dal 1998 ha ottenuto 38 presenze con la maglia della Nazionale bulgara.

## Palmarès
- Campionato bulgaro: 2

Levski Sofia: 2000-2001, 2001-2002
- Coppa di Bulgaria: 3

Levski Sofia: 2001-2002, 2002-2003, 2004-2005
- Coppa Yamazaki Nabisco: 2

JEF United: 2005, 2006
- Supercoppa del Giappone: 1

Sanfrecce: 2008